# Zip-bombe
En zip-bombe (engelsk: Zip bomb eller Zip of death) er en form for et DoS angreb, der gør en computer ude af stand til at fungere. 
En zip-bombe ligner et almindeligt zip-arkiv, og det kan have en størrelse fra 1 Kilobyte og op efter. En zip-bombe er normalt en lille fil (op til et par hundrede kB) for nemt at kunne transporteres og dermed undgå mistænksomhed. Men når filen udpakkes, indeholder den mere, end systemet kan håndtere.
Udtrykket er tilsyneladende først anvendt i juli 2001, men den form for teknik til at ødelægge en brugers computer har eksisteret lige så længe, som der har eksisteret komprimeringsprogrammer.
I dag kan de fleste antivirus-programmer opdage en zip-bombe og dermed forhindre udpakningen.
Et eksempel på en zip-bombe var filen "42.zip", som fyldte 42 kB komprimeret data, der indeholdt seks lag af indlejrede zip-filer i sæt af 16, hver bundlagets arkiv indeholder en 4.3 gigabyte fil med i alt 4,5 petabyte af ukomprimerede data, som ingen computere kan håndtere. Denne fil er stadig tilgængelig for download på forskellige hjemmesider på tværs af nettet.